# Potager (Ofen)

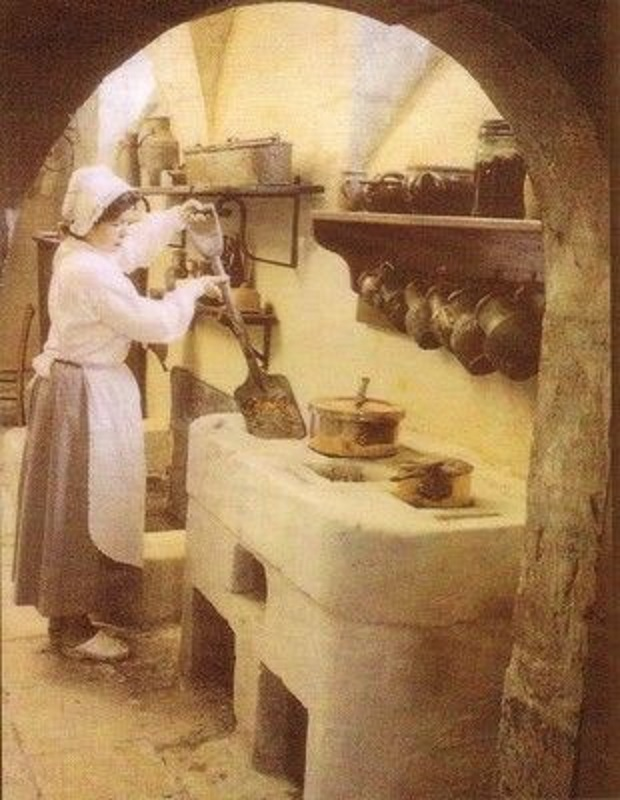
Eine Köchin füllt Glut in einen Potager, um 1900

Potager ([ˈpɔ.taˌʒe], von französisch potage ‚(pürierte) Suppe‘) ist die französische Bezeichnung für einen gemauerten Ofen mit Öffnungen, auf denen Suppen, Eintöpfe, Ragouts, Saucen und Breie einzeln und unter konstanter Hitzezufuhr gekocht oder warmgehalten werden konnten. Er war vor allem in der frühen Neuzeit verbreitet, in Frankreich hielt er sich teilweise bis ins frühe 20. Jahrhundert. Er ist einer der Vorläufer des modernen Kochherdes.

## Bezeichnung
Der Begriff ist im Französischen seit dem 17. Jahrhundert belegt. Er leitet sich von der Speise potage ab, einer Art feinerer Eintopf oder Suppe. Johann Theodor Jablonski übersetzte potager 1711 mit wärm-ofen, kaßerolen-ofen. Im englischen Sprachraum wurde er als stew stove (Schmorofen) oder stew hole (Schmorloch) bezeichnet, in Bartolomeo Scappis Opera als murello (per pignatte) (wörtl. „niedrige Mauer [für Töpfe]“).

## Konstruktion

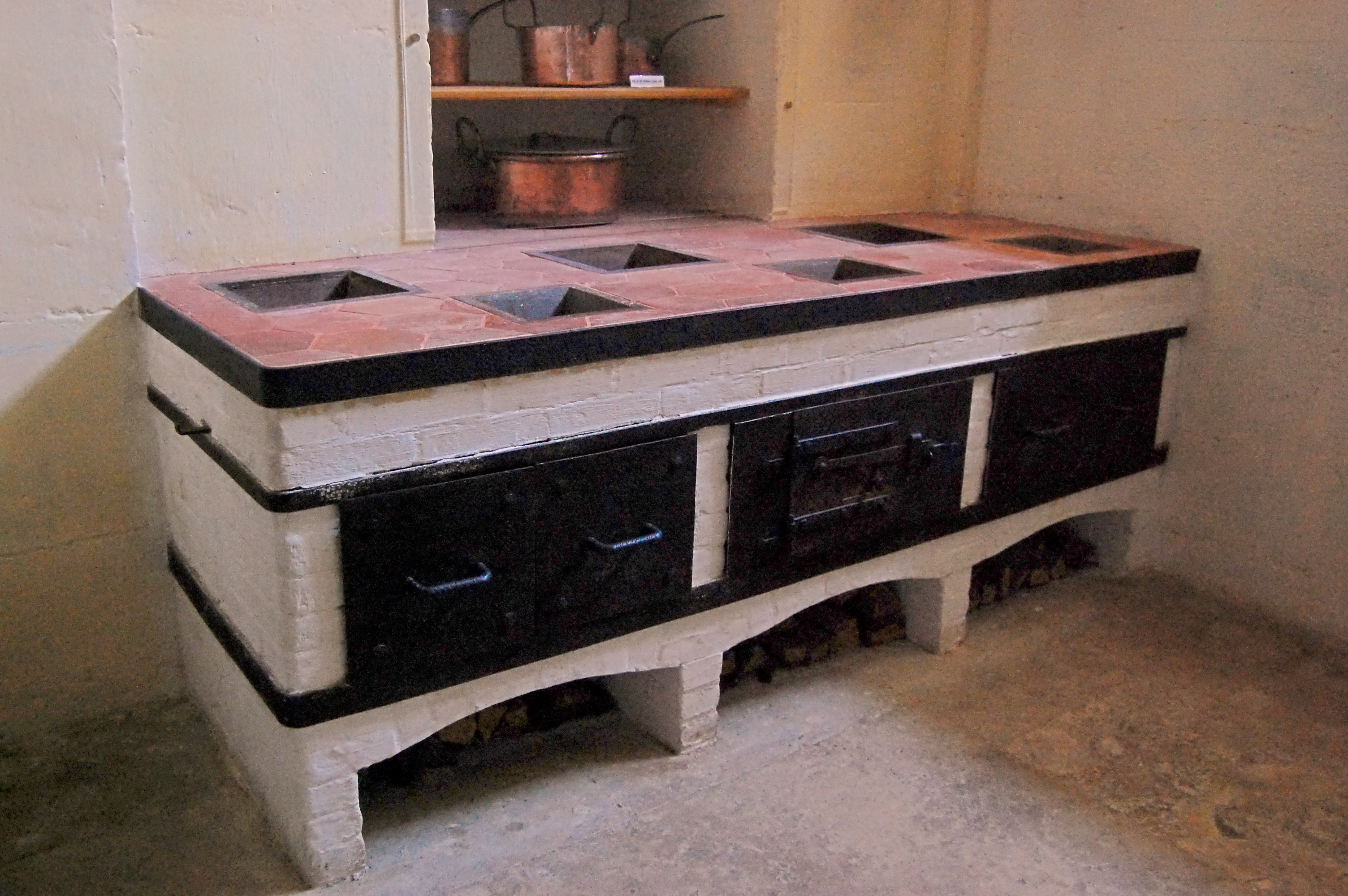
Potager aus dem Petit Trianon, Versailles, Mitte 18. Jh

Der Potager diente als Ergänzung zur traditionellen offenen Feuerstelle und wurde in deren Nähe unter einem Fenster oder nah dem Rauchfang gebaut. Er bestand üblicherweise aus vergipstem Naturstein (teilweise auch aus Backstein und Mörtel), war etwa 2 3⁄4 Fuß (ca. 90 cm) hoch und 2 bis 2 1⁄2 Fuß (65 bis 80 cm) tief.
Die Länge richtete sich nach der Anzahl der benötigten Kochstellen, in der Regel zwei bis acht, die aus einem Rost in einem runden oder quadratischen Loch in der Kochfläche bestanden. Auf oder in das Loch wurde ein Topf oder eine Pfanne gesetzt, Brennstoff war heiße Holzkohle, die meistens aus der Glut des eigentlichen Herdes genommen wurde, teilweise auch im Ofen selbst hergestellt wurde. Die Asche fiel durch den Rost durch diagonale Schächte in Hohlräume unterhalb der Kochfläche und konnte schon während des Kochvorgangs entfernt werden.
Durch diese Konstruktion wurde die Wärme konstant abgestrahlt, der Garvorgang konnte besser als über dem offenen Feuer gesteuert und durch die voneinander getrennten Löcher verschiedene Speisen gesondert erhitzt werden, auch war die Rauchentwicklung geringer.

## Geschichte

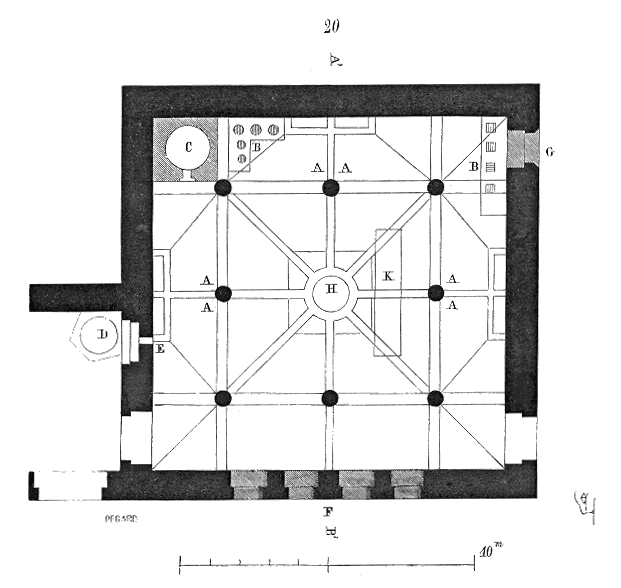
Eugène Viollet-le-Duc: Grundriss der Schlossküche in Dijon. Die Potagers sind mit B bezeichnet.

Die ersten Öfen mit Öffnungen für Kochgeschirr sind im 11. Jahrhundert in der heutigen Schweiz und im 13. Jahrhundert im Königreich Murcia nachgewiesen. 

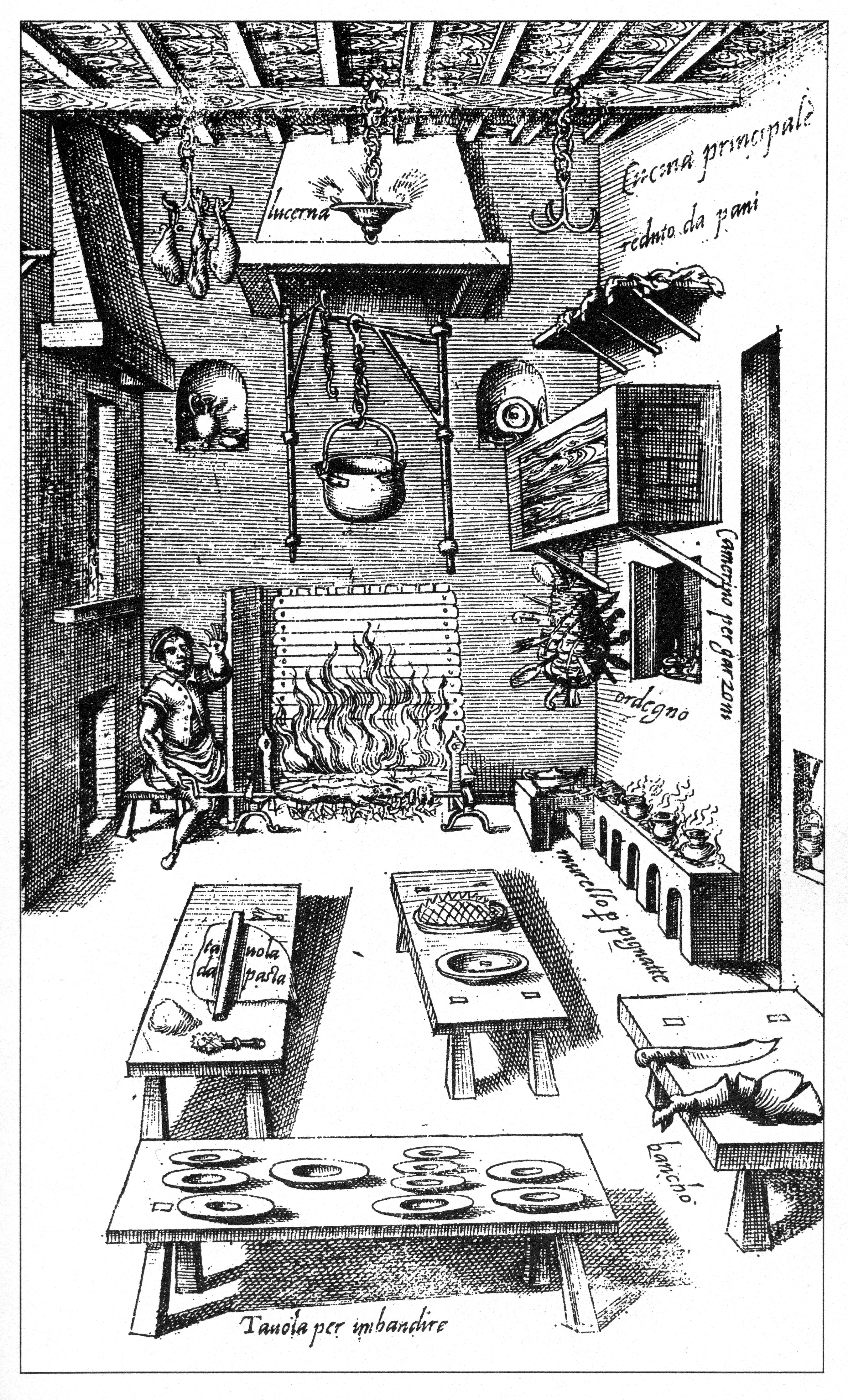
Abbildung der cucina principale (Hauptküche) um 1570 in Bartolomeo Scappis Opera. Gebraten wird über dem offenen Feuer, rechts stehen Töpfe auf dem murello per pignate. Auf den Tischen wird pasta zubereitet und Fleisch zerlegt.

In den Küchen des Herzogspalastes Dijon des 15. Jahrhunderts erscheinen Potagers in einer Schlossküche, an der Ecke von Backofen und Rauchfang bzw. vor dem Seitenfenster. Ab etwa 1500 verbreitete sich der Potager über ganz Frankreich, wo – im Gegensatz zu den Küchen Mitteleuropas – der Herd (foyer) ebenerdig war. Durch den Potager konnte nun auch im Stehen und unter niedrigerer Temperatur gekocht werden. Verwendet wurde er von allen Ständen Frankreichs, während er sich in anderen Ländern Europas auf Schlossküchen beschränkte. In der Prager Burg sind Potagers aus dem 16. Jahrhundert erhalten.

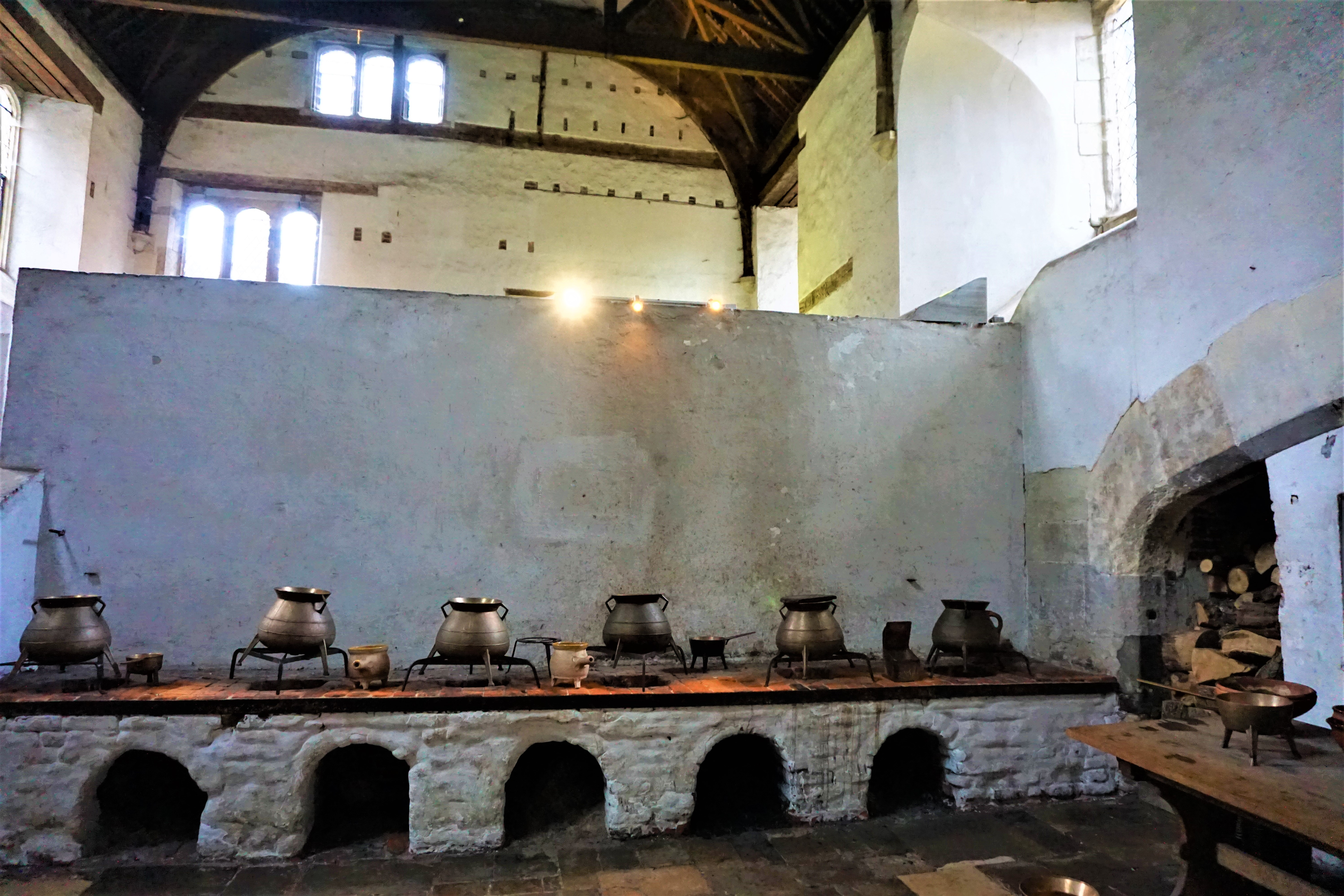
Potagers im Hampton Court

Im 17. Jahrhundert verbreiteten sich Potagers auch in England, zuerst belegt in den Küchen des Hampton Court.
Im späten 18. Jahrhundert und frühen 19. Jahrhundert wurden Potagers in Küchen der Vereinigten Staaten gebaut, darunter in den Anwesen von Benning Wentworth, George Washington, Alexander Hamilton und Thomas Jefferson. Auch hier blieben sie eine seltene Einrichtung in den Küchen der Oberschicht, während der Großteil der amerikanischen Bevölkerung bis ins späte 19. Jahrhundert über der offenen Feuerstelle kochte.